# Distretto elettorale di Oniipa
Il distretto elettorale di Oniipa è un distretto elettorale della Namibia situato nella Regione di Oshikoto con 24.939 abitanti al censimento del 2011. Il capoluogo è la città di Oniipa.
Altre località del distretto sono Oshigambo e Onanjokwe.